# Баренфлет
Баренфлет (њем. Bahrenfleth) општина је у њемачкој савезној држави Шлезвиг-Холштајн. Једно је од 112 општинских средишта округа Штајнбург. Према процјени из 2010. у општини је живјело 608 становника. Посједује регионалну шифру (AGS) 1061006.

## Географски и демографски подаци
Баренфлет се налази у савезној држави Шлезвиг-Холштајн у округу Штајнбург. Општина се налази на надморској висини од 8 метара. Површина општине износи 14,8 km². У самом мјесту је, према процјени из 2010. године, живјело 608 становника. Просјечна густина становништва износи 41 становника/km².